# Edina Knapek
Edina Knapek (n. 5 octombrie 1977, Budapesta, Republica Populară Ungară) este o scrimeră maghiară specializată pe floretă, laureată cu bronz pe echipe la cele din 2012. A cucerit două medalii de bronz la Campionatul Mondial (2002, 2005) și a fost campioană europeană pe echipe în anul 2007. A participat de două ori la Jocurile Olimpice, clasându-se pe locul 21 la Jocurile Olimpice de vară din 2000 și pe locul 5 la cele din 2008.